# Katolski Posoł
Der Katolski Posoł (ⓘ; „Katholischer Bote“) ist eine Zeitschrift der katholischen Sorben und erscheint in obersorbischer Sprache. Die heute wöchentlich erscheinende Zeitschrift wurde 1863 von Michał Hórnik gegründet. Herausgeber des Blattes ist der sorbische Cyrill-Methodius-Verein. 
Nach Darstellung des langjährigen Chefredakteurs war die Gründung eine Reaktion auf die zunehmende Dominanz der Protestanten innerhalb des sorbischen Volkes. Das Erscheinen der Zeitung wurde nur durch ein Verbot der Nationalsozialisten von 1939 bis 1950 einmal unterbrochen. Nach dem Krieg bereitete es große Schwierigkeiten, von den DDR-Behörden eine Lizenz für die katholische Zeitung zu bekommen. Dazu trat die Kirche als Herausgeber an die Stelle des Vereins in Form des Cyrill-Methodius-Werks als bischöfliches Werk im Bistum Dresden-Meißen. Der Katolski Posoł war somit die erste katholische Kirchenzeitung, die in der DDR erscheinen durfte, wurde jedoch durch ein knappes Papierkontingent begrenzt.
Mit einer wöchentlichen Auflage von 2.150 Exemplaren (Stand: 2016) ist der Katolski Posoł vor der weltlichen Tageszeitung Serbske Nowiny das weitestverbreitete Druckerzeugnis in sorbischer Sprache.
Inhalte der Zeitung sind Berichte über sorbische Veranstaltungen oder Porträts von Gemeindemitgliedern. Als Aufmacher wird meist eine Auslegung des Evangeliums genutzt. Auch wird über Veranstaltungen und Ereignisse in der römisch-katholischen Kirche in Deutschland und der Weltkirche, sowie über den Papst, berichtet. Weiterhin werden Rückblicke auf historische Ereignisse und Berichte über Wallfahrten und religiöse Feste in der Zeitung gedruckt.